# Feliks Bąkowski
Feliks (Felix) Jan Bąkowski herbu Gryf (ur. 1759) – szambelan Stanisława Augusta Poniatowskiego w 1790, kawaler Orderu św. Stanisława od 1791.
Syn Mateusza Michała, brat Jana Wincentego i Józefa – wszyscy czterej otrzymali w 1782 austriacki tytuł hrabiowski. Feliks był żonaty z Petronelą Dunin Borkowską herbu Łabędź, z którą miał syna Jana Nepomucena (1790-1866).